# Santa Maria della Speranza
Santa Maria della Speranza är en kyrkobyggnad och titelkyrka i Rom, helgad åt Jungfru Maria. Kyrkan är belägen vid Piazza Antonio Fradeletto i zonen Val Melaina och tillhör församlingen Santa Maria della Speranza.

## Historia
Kyrkan uppfördes åren 1988–1995 efter ritningar av arkitekten Tommaso Valle och konsekrerades den 10 december 1995 av kardinalvikarie Camillo Ruini.

## Titelkyrka
Kyrkan stiftades som titelkyrka av påve Johannes Paulus II år 2001.
Kardinalpräster
- Óscar Rodríguez Maradiaga: 2001–